# Квінт Сервілій Структ Пріск Фіденат
Квінт Серві́лій Структ Пріск Фідена́т (лат. Quintus Servilius Structus Priscus Fidenas; V століття до н. е.) — політичний, державний і військовий діяч часів Римської республіки, диктатор 435 і 418 років до н. е.

## Біографічні відомості
Походив з роду Сервіліїв. Син Публій Сервілія Пріска, консула 463 року до н. е., онук Спурія Сервілія Пріска, консула 476 року до н. е., правнук Публія Сервілія Пріска Структа, консула 495 року до н. е.
435 року до н. е. консулами були Луцій Вергіній Трікост і Гай Юлій Юл. Для боїв проти етрусків і міста Фідени та Вейї Квінта Сервілія було вибрано диктатором. Його начальником кінноти був Постум Ебуцій Гельва Корніцен. Вони перемогли етрусків біля міста Номентум (сучасна Ментана) і після того при Фіденах. За свої успіхи Квінт Сервілій отримав когномен «Фіденат» від Фідени (лат. Fidenas).
У 428 році до н. е. його було включено до комісії з переговорів з етрусками, які до цього напали на Рим. В Остії йому було встановлено статую.
417 року до н. е. римське військо було розбито еквами і жителями міста Лабікум через некомпетентність тодішніх військових трибунів з консульською владою. Через це того ж року Квінта Сервілія було вдруге призначено диктатором, а його імовірний син Гай Сервілій Аксіла був ним призначений начальником кінноти. Вони вдало провели військову кампанію і здобули переконливу перемогу, взявши Лабікум.
416 року до н. е. брав участь у підкупі сенаторами представників плебсу заради потрібного голосування. Після цього відомостей про його долю немає.

## Родина
- Батько Публій Сервілій Пріск, консул 463 року до н. е.
- Сини:

- Квінт Сервілій Пріск Фіденат, військовий трибун з консульською владою 402, 398, 395, 390, 388 і 386 років до н. е.
- Гай Сервілій Аксіла, військовий трибун з консульською владою 419, 418 і 417 років до н. е., хоча є припущення що він не був сином, а іншим родичем Квінта Сервілія Структа.